# Ragadia critias
Ragadia critias är en fjärilsart som beskrevs av Riley och Godfrey 1921. Ragadia critias ingår i släktet Ragadia och familjen praktfjärilar. Inga underarter finns listade.